# Muhamed Tehe Olawale
Muhamed Tehe Olawale (Abidjan, 20 febbraio 1999) è un calciatore ivoriano, attaccante dell'IFK Mariehamn.

## Caratteristiche tecniche
Olawale è un attaccante polivalente – in possesso di una notevole velocità in progressione – in grado di agire da centravanti, esterno, o seconda punta.

## Carriera
Inizia a giocare a calcio nelle giovanili dell'Empoli. Il 25 luglio 2018 viene tesserato dalla Pistoiese, che lo cede in prestito al Ponsacco, in Serie D. Il 31 gennaio 2020 viene ingaggiato dal Parma a titolo definitivo, che il 26 febbraio lo cede in prestito al TPS, nel campionato finlandese. Termina la stagione – conclusa con la retrocessione in Ykkönen dopo lo spareggio con il KTP – segnando 6 reti complessive. 
Il 7 gennaio 2021 passa in prestito all'IFK Mariehamn. Il 6 gennaio 2022 si trasferisce a titolo temporaneo al Voluntari, nel campionato rumeno. Dopo aver rescisso l'accordo con il Parma, il 25 luglio 2022 torna all'IFK Mariehamn, firmando un contratto valido fino al 2023.

## Statistiche

### Presenze e reti nei club
Statistiche aggiornate al 19 ottobre 2024.
| Stagione             | Squadra              | Campionato           | Campionato | Campionato | Coppe nazionali | Coppe nazionali | Coppe nazionali | Coppe continentali | Coppe continentali | Coppe continentali | Altre coppe | Altre coppe | Altre coppe | Totale | Totale |
| Stagione             | Squadra              | Comp                 | Pres       | Reti       | Comp            | Pres            | Reti            | Comp               | Pres               | Reti               | Comp        | Pres        | Reti        | Pres   | Reti   |
| -------------------- | -------------------- | -------------------- | ---------- | ---------- | --------------- | --------------- | --------------- | ------------------ | ------------------ | ------------------ | ----------- | ----------- | ----------- | ------ | ------ |
| 2018-2019            | Ponsacco             | D                    | 8+2        | 0          | CI-D            | 1               | 0               | -                  | -                  | -                  | -           | -           | -           | 11     | 0      |
| 2019-gen. 2020       | Ponsacco             | D                    | 16         | 9          | CI+CI-D         | 1+1             | 1+0             | -                  | -                  | -                  | -           | -           | -           | 18     | 10     |
| Totale Ponsacco      | Totale Ponsacco      | Totale Ponsacco      | 24+2       | 9          |                 | 3               | 1               |                    | -                  | -                  |             | -           | -           | 29     | 10     |
| 2020                 | TPS                  | VL                   | 21+2       | 3          | CF              | 2               | 3               | -                  | -                  | -                  | -           | -           | -           | 25     | 6      |
| 2021                 | IFK Mariehamn        | VL                   | 21+5       | 4+2        | CF              | 3               | 1               | -                  | -                  | -                  | -           | -           | -           | 29     | 7      |
| gen.-giu. 2022       | Voluntari            | L1                   | 2+4        | 0          | CR              | 1               | 0               | -                  | -                  | -                  | -           | -           | -           | 7      | 0      |
| 2022                 | IFK Mariehamn        | VL                   | 7+5        | 2          | CF+CdL          | -               | -               | -                  | -                  | -                  | -           | -           | -           | 12     | 2      |
| 2023                 | IFK Mariehamn        | VL                   | 5+6        | 0+2        | CF+CdL          | 1+0             | 0               | -                  | -                  | -                  | -           | -           | -           | 12     | 2      |
| 2024                 | IFK Mariehamn        | VL                   | 21+5       | 3+1        | CF+CdL          | 2+5             | 2+0             | -                  | -                  | -                  | -           | -           | -           | 33     | 6      |
| Totale IFK Mariehamn | Totale IFK Mariehamn | Totale IFK Mariehamn | 75         | 14         |                 | 11              | 3               |                    | -                  | -                  |             | -           | -           | 86     | 17     |
| Totale carriera      | Totale carriera      | Totale carriera      | 130        | 26         |                 | 17              | 7               |                    | -                  | -                  |             | -           | -           | 147    | 33     |